# Locarno
Locarno é uma comuna e cidade turística da Suíça, no Cantão Tessino, com cerca de 14 836 habitantes. Estende-se pelas margens do Lago Maggiore por uma área de 19,42 km², de densidade populacional de 764 hab/km². Confina com as seguintes comunas: Ascona, Avegno, Cadenazzo, Contone, Cugnasco, Gerra, Gordola, Lavertezzo, Losone, Magadino, Minusio, Muralto, Orselina, Piazzogna, San Nazzaro, Tegna, Tenero-Contra. 
A língua oficial nesta comuna é o Italiano.

## Monumentos principais
- Ruínas do Castello Rucca
- Palácio dos Visconti (séc. XV)
- Santuário de Nossa Senhora del Sasso